# يواخم شولتزه
يواخم شولتزه وهو عالم ألماني في مجال الطب الجيني.